# Diaea suspiciosa
Diaea suspiciosa là một loài nhện trong họ Thomisidae.
Loài này thuộc chi Diaea. Diaea suspiciosa được Octavius Pickard-Cambridge miêu tả năm 1885.